# Youngstown Pride
Gli Youngstown Pride sono stati una franchigia di pallacanestro della World Basketball League, con sede a Youngstown, nell'Ohio, attivi tra il 1988 e il 1992.
Disputarono cinque stagioni nella WBL, vincendo il titolo nel 1989 e nel 1990. Si sciolsero dopo il fallimento della lega, nel 1992.

## Stagioni
| Stagione | Lega | Denominazione    | V  | P  | %    | Piazzamento | Play-off    |
| -------- | ---- | ---------------- | -- | -- | ---- | ----------- | ----------- |
| 1988     | WBL  | Youngstown Pride | 28 | 26 | 51,9 | 3º          | Semifinale  |
| 1989     | WBL  | Youngstown Pride | 30 | 14 | 68,1 | 2º          | Campioni    |
| 1990     | WBL  | Youngstown Pride | 38 | 8  | 82,6 | 1º          | Campioni    |
| 1991     | WBL  | Youngstown Pride | 26 | 25 | 51,0 | 2º          | Primo turno |
| 1992     | WBL  | Youngstown Pride | 22 | 13 | 62,9 | 3º          | -           |